# Porphyridiales
Die Porphyridiales sind eine Ordnung der Rotalgen. Sie sind Einzeller, bilden aber oft fädige Kolonien, die durch ihre schleimig-gallertigen Hüllen zusammengehalten werden. Die Ordnung umfasst aktuell (Juli 2018) 15 Arten, darunter die Purpur-Rotalge.

## Systematik
Die Ordnung Porphyridiales wurde 1937 von Johan Harald Kylin aufgestellt. Sie wird in zwei Familien eingeteilt:
- Familie Phragmonemataceae, mit 5 Arten in den Gattungen:
  - Glauconema, mit der einzigen Art Glauconema ramosum
  - Goniotrichiopsis, mit zwei Arten
  - Kneuckeria, mit der einzigen Art Kneuckeria pulchra
  - Phragmonema, mit der einzigen Art Phragmonema sordidum
- Familie Porphyridiaceae, mit 10 Arten in den Gattungen:
  - Erythrolobus, mit drei Arten
  - Flintiella, mit der einzigen Art Flintiella sanguinaria
  - Porphyridium mit vier Arten, darunter
    - Purpur-Rotalge (Porphyridium purpureum)

  - Rhodoplax, mit der einzigen Art Rhodoplax schinzii
  - Timspurckia, mit der einzigen Art Timspurckia oligopyrenoides